# Seznam trenerjev Atlanta Flames
Trenerji NHL moštva Atlanta Flames. 
- Bernie Geoffrion, 1972-75
- Fred Creighton, 1975-79
- Al MacNeil, 1979-80